# Mentira piadosa
Una mentira piadosa o mentira blanca es la afirmación falsa dicha con intención benevolente. Puede tener como objetivo el tratar de hacer más digerible una verdad tratando de causar el menor daño posible. Suele ser utilizada simplemente para evitar fricciones innecesarias, secuelas o actitudes que pueden ser desagradables para alguien.
En política, la mentira noble es asociada con la falsedad de los gobernantes destinada a preservar la armonía social. Platón ya se refería a este tipo de mentira en la 'República. 
La aceptación de las acciones sobrenaturales de Papá Noel sería una de las mentiras piadosas más usadas,[cita requerida]dirigida a los niños con el fin primordial de lograr su felicidad.[cita requerida]

## LaRepúblicade Platón
En la República, Platón argumenta que pese a que la verdad deba ser valorada sobre todas las cosas, la mentira puede ser útil en la política para preservar el control y la justicia del Estado en manos de los gobernantes (que son los filósofos):

– Pero además la verdad debe ser muy estimada. Porque si hace un momento hemos hablado correctamente, y la mentira es en realidad inútil para los dioses, aunque útil para los hombres bajo la forma de un remedio, es evidente que semejante remedio debe ser reservado a los médicos, mientras que los profanos no deben tocarlos.
– Es evidente.

– Si es adecuado que algunos hombres mientan, éstos serán los que gobiernan el Estado, y que frente a sus enemigos o frente a los ciudadanos mientan para beneficio del Estado; a todos los demás les estará vedado. Y si un particular miente a los gobernantes, diremos que su falta es igual mayor que la del enfermo al médico o que la del atleta a su adiestrador cuando no les dicen la verdad respecto de las afecciones de su propio cuerpo; o que la del marinero que no dice al piloto la verdad acerca de la nave y su tripulación ni cuáles su condición o la de sus compañeros.
República, III, 389b-c

El rol del ciudadano estaba acorde al metal del que estaba compuesto.

Platón alude en la República a un mito en el que los dioses habrían puesto en la sangre de las personas diferentes tipos de metales: oro en los gobernantes, plata en los guerreros, y hierro o bronce en los campesinos y artesanos. Los hijos de los gobernantes nacerían con oro en la venas y estarían destinados a mandar, pero también los de algunos campesinos y obreros que, por ese hecho, también deberían ascender y gobernar. Platón aduce que, aunque esto fuese falso, si la gente lo creyera se lograría tener una sociedad ordenada (pues los auxiliares, labradores y artesanos tendrían la esperanza de que sus vástagos pudieran llegar a ser gobernantes), lo que convierte al mito en una mentira noble. Además, este mito también haría creer a los gobernantes que son mejores que sus súbditos, fomentando en ellos el sentido de responsabilidad.

– Y era muy natural. No obstante escucha lo que resta por contar del mito. Cuando les narremos a sus destinatarios la leyenda, les diremos: Vosotros, todos cuantos habitáis en el Estado sois hermanos. Pero el dios que os modeló puso oro en la mezcla con que se generaron cuantos de vosotros son capaces de gobernar, por lo cual son los que más valen; plata, en cambio en la de los guardias, y bronce en las de los labradores y demás artesanos.
República, III, 415a

La pregunta acerca de si es conveniente engañar al pueblo fascinó a los pensadores políticos occidentales durante siglos. Blaise Pascal negó la existencia de derechos naturales, del contrato social y un derecho divino de los reyes, afirmando, en cambio, que luego del triunfo por la fuerza de un partido sobre otros para acceder al poder, es necesario hacer creer al pueblo que las leyes fueron instituidas en su beneficio. La mentira es necesaria porque es imposible gobernar siempre a partir de la fuerza y para que las leyes sean obedecidas. Farabi y Maimónides, inspirados en Platón, predicaron la moderación política del filósofo, frente a la imprudencia de un Sócrates (con su afán de verdad y sus preguntas impertinentes).

## Immanuel Kant y la prohibición absoluta de mentir
Immanuel Kant en su imperativo categórico (principio fundamental, del que según este autor derivan todos nuestros deberes y obligaciones) sintetizó su teoría moral. Una máxima es moral si es universalizable, es decir, si la regla que nos autoriza a realizar ciertas acciones puede ser universal, o sea, que todos se rijan bajo esta regla. Para Kant, el deber de no mentir es una ley moral inviolable porque el mentir no se debería convertir en una ley universal; mentir sistemáticamente acarrearía desconfianza entre las personas y no se podría vivir en sociedad, pues la confianza es la base primordial para establecer vínculos entre las personas. Además, si la mentira fuera una regla universal todas las personas sabrían que todos mienten, entonces la mentira ya no tendría el efecto esperado.
El decir la verdad no debe depender de lo que el individuo quiera o desee, afirma Kant, sino que debe ser siempre así. Para explicar esto, Kant diferenciaba los deberes categóricos de los llamados "imperativos hipotéticos", que nos dicen qué hacer siempre y cuando la acción sirva para cumplir un deseo. Podemos deshacernos libremente de estos imperativos hipotéticos simplemente ya no teniendo el deseo de realizar la acción. En contraste con los "imperativos hipotéticos", los requisitos morales como no mentir son "deberes" categóricos, estos requisitos no dependen de si el individuo quiere o desea hacerlos, dependen de que "debe" hacerlos.
Kant basa los "deberes hipotéticos" en los deseos, y los "deberes categóricos" en la razón.
Kant no es el único autor que pensaba que la prohibición de mentir es absoluta. Peter Geach, autor del libro The Virtues,  considera que moralmente está siempre prohibido mentir, pero aprueba las verdades engañosas, como la de San Atanasio, quien remaba en un río cuando los hombres que lo perseguían le preguntaron "¿dónde está el traidor de Atanasio?", a lo cual éste respondió tranquilamente, "no está lejos".

### Críticas a la posición kantiana
Siguiendo la línea de razonamiento de Kant y teniendo en cuenta la restricción que hace de no mentir bajo ningún motivo, podemos preguntarnos: ¿en realidad el no mentir debe ser una regla universal? No podemos perder de vista que en la vida se pueden presentar circunstancias en las cuales nos veamos bajo la imperiosa necesidad de mentir; por ejemplo, en el caso de que la vida de una persona dependa de que nosotros digamos una mentira (porque, por ejemplo, un asesino la persigue), guiándonos por el deber categórico de la no mentira de Kant tendríamos que dejar que la persona muera. Si aceptamos el razonamiento de Kant ¿cómo podríamos resolver este problema?
Elizabeth Anscombe, que por lo demás estaba de acuerdo con Kant en que existen "reglas morales absolutas", no creía que decir siempre la verdad fuera una de ellas. Anscombe señaló que Kant formuló la regla de no mentir de manera demasiado estricta, y que no contempló las consecuencias que podría tener el ser tan radical y prohibir la mentira bajo cualquier circunstancia. Anscombe prefería formular la regla de manera que en algunas ocasiones se pudiera hacer una excepción. Por ejemplo, es permisible mentir cuando hacerlo salvará la vida de alguien. Dicho de otro modo, la regla de no mentir no es universalizable para Anscombe.

## Leo Strauss
Leo Strauss (1899-1973), filósofo nacido en Alemania y emigrado a los Estados Unidos, distinguía dos tipos de ley divina o revelación: las creencias verdaderas como son los principios filosóficos que sólo conocen los sabios y las creencias necesarias que son falsas pero útiles a la sociedad para la conservación del orden social. Estas últimas sí pueden ser enseñadas al pueblo. Esta posición ha inspirado a políticos contemporáneos porque es, a fin de cuentas, una defensa de la desigualdad: mientras que los filósofos poseen el conocimiento, el resto de la gente recibe mentiras nobles pero edificantes, mitos poéticos acerca de las grandes preguntas.